# Abonde (fée)
Pour les articles homonymes, voir Abonde.
Abonde est une fée qui semble avoir été vénérée en France au Moyen Âge, où elle visitait les pauvres gens. Le nom de la fée Abonde et ce qu'on en dit rappellent Abondance, divinité allégorique de la mythologie grecque. Seuls les ouvrages de référence anciens paraissent l'évoquer,. 
Nicolas de Cues rapporte que lors de son voyage dans les Alpes françaises il rencontra deux vieilles femmes.[pas clair]
Les folkloristes du XIXe siècle la pensaient issue de la mythologie celtique, mais elle serait plutôt inspirée par l'Abondance (Abundantia) décrite par Ovide.